# بت (ایندیانا)
بت (به انگلیسی: Bath) یک منطقهٔ مسکونی در ایالات متحده آمریکا است که در شهرستان فرانکلین، ایندیانا واقع شده‌است. بت ۳۰۷٫۸۵ متر بالاتر از سطح دریا واقع شده‌است.